# Вожега
Во́жега — рабочий посёлок, административный центр Вожегодского района Вологодской области России.

## География
Расположен у реки Вожега (впадает в озеро Воже). Железнодорожная станция Вожега в 140 км к северу от областного центра — Вологды, с которой посёлок также связывает автодорога.

## История
Возникновение посёлка связано со строительством железной дороги Вологда — Архангельск. В 1895 году состоялось открытие станции Вожега, которая и дала жизнь посёлку.
В 1929 году Вожега стала центром Вожегодского района в Вологодском округе Северного края. Статус посёлка городского типа присвоен Вожеге постановлением Президиума ВЦИК от 10 декабря 1932 года.

## Население
| 1959  | 1970  | 1979  | 1989  | 2002  | 2009  | 2010  | 2011  | 2012  |
| ----- | ----- | ----- | ----- | ----- | ----- | ----- | ----- | ----- |
| 7552  | ↘6914 | ↘6620 | ↗7370 | ↘6835 | ↘6635 | ↗6725 | ↘6689 | ↘6582 |
| 2013  | 2014  | 2015  | 2016  | 2017  | 2018  | 2019  | 2020  | 2021  |
| ↘6444 | ↘6264 | ↘6226 | ↘6120 | ↗6156 | ↘6135 | ↘6063 | ↘6058 | ↗6119 |
| 2023  |       |       |       |       |       |       |       |       |
| ↘6015 |       |       |       |       |       |       |       |       |

Национальный состав
По итогам переписи населения 2020 года проживали следующие национальности (национальности менее 0,1 % и другое, см. в сноске к строке «Другие»):
| Национальность | Численность, чел. | Доля     |
| -------------- | ----------------- | -------- |
| Русские        | 5416              | 88,51 %  |
| Цыгане         | 17                | 0,28 %   |
| Украинцы       | 11                | 0,18 %   |
| Другие         | 675               | 11,03 %  |
| Итого          | 6119              | 100,00 % |

## Экономика
Основа экономической деятельности в посёлке и районе — заготовка леса. Имеются мелкие деревообрабатывающие предприятия. Есть хлебозавод, строительные организации, гостиница.

## Транспорт[26]

### Автобус
Автобусное сообщение представлено пригородными и междугородними маршрутными такси. Перевозчик — МБУ «ЦОМУ».
Междугородние маршруты:
- № 769 Вожега — Вологда (с заездом в Гору, Харовск)
- № 770 Вожега — Вологда, Вожега — Бекетово

Пригородные маршруты:
- № 1 Вожега — Воскресенское (по понедельникам и четвергам)
- № 9 Вожега — Коневка (отдельные рейсы с заездом в Дровдиль) (по понедельникам)
- № 3 Вожега — Коротыгинская (по вторникам)
- № 2 Вожега — Мишутинская (отдельные рейсы с заездом в Озёрный) (по понедельникам и четвергам)
- № 10 Вожега — Сосновица (по вторникам)
- № 8 Вожега — Явенга (по четвергам)
- № 5 Вожега — Яхренга (отдельные рейсы с заездом в Павловскую) (по пятницам)
- № 7 Вожега — Бекетово-42 (по пятницам)

### Железнодорожный
Железнодорожная станция Вожега на линии «Вологда — Архангельск» относится к Вологодскому региону Северной железной дороги. Находится на расстоянии 643 км от Москвы.

## Культура
В поселке работают несколько школ:
- Общеобразовательная школа № 1 (реорганизована путём присоединения к ней школы № 2 в ноябре 2009 года)
- Церковная школа
- Музыкальная школа
- Вожегодская детско-юношеская спортивная школа имени олимпийской чемпионки А. И. Богалий[27][28]
- Школа искусств (ИЗО)

Также функционирует дом детского творчества. С 1995 года действует краеведческий музей.

## Климат
| Показатель                                                                                  | Янв.  | Фев.  | Март | Апр. | Май | Июнь | Июль | Авг. | Сен. | Окт. | Нояб. | Дек. | Год |
| ------------------------------------------------------------------------------------------- | ----- | ----- | ---- | ---- | --- | ---- | ---- | ---- | ---- | ---- | ----- | ---- | --- |
| Средняя температура, °C                                                                     | −11,7 | −10,2 | −4,2 | 2,7  | 9,5 | 14,6 | 17   | 13,8 | 8,5  | 2,5  | −5,4  | −9,4 | 2,4 |
| Источник: NASA. База данных RETScreen. www.retscreen.net. Дата обращения: 21 сентября 2020. |       |       |      |      |     |      |      |      |      |      |       |      |     |